# Gridley (lớp tàu khu trục)
Lớp tàu khu trục Gridley là một lớp bao gồm bốn tàu khu trục có trọng lượng choán nước 1.500 tấn Anh (1.500 t) được Hải quân Hoa Kỳ chế tạo vào giữa những năm 1930. Chúng đã phục vụ trong Chiến tranh Thế giới thứ hai và không có chiếc nào bị mất trong cuộc xung đột.
Hai chiếc đầu tiên của lớp được đặt lườn vào ngày 3 tháng 6 năm 1935 và nhập biên chế vào năm 1937. Hai chiếc sau được đặt lườn vào tháng 3 năm 1936 và nhập biên chế năm 1938.
Với thiết kế được dựa trên lớp tàu khu trục Mahan dẫn trước, chúng có cùng một lườn tàu nhưng chỉ có một ống khói duy nhất và trang bị 16 ống phóng ngư lôi, tăng thêm bốn ống so với trước đó. Để bù trừ trọng lượng tăng thêm của vũ khí ngư lôi, hỏa lực hải pháo được thay đổi đôi chút từ năm xuống còn bốn khẩu pháo 5 in (130 mm)/38 caliber. Hệ thống động lực cũng được nâng cấp đáng kể so với lớp Mahan, sử dụng hơi nước siêu nhiệt với nhiệt độ lên đến 700 °F (371 °C), giúp làm tăng áp suất hơi nước hoạt động từ 400 pound trên inch vuông (2.800 kPa) lên 565 pound trên inch vuông (3.900 kPa). Maury đã đạt được tốc độ chạy thử máy cao nhất từng được ghi nhận đối với một tàu khu trục của Hải quân Hoa Kỳ, 42,8 hải lý trên giờ (79,3 km/h).

## Những chiếc trong lớp
| Tàu                  | Đặt lườn            | Hạ thủy              | Hoạt động           | Số phận                              |
| -------------------- | ------------------- | -------------------- | ------------------- | ------------------------------------ |
| USS Gridley (DD-380) | 3 tháng 6 năm 1935  | 1 tháng 12 năm 1936  | 24 tháng 6 năm 1937 | Bán để tháo dỡ, 20 tháng 8 năm 1947  |
| USS Craven (DD-382)  | 2 tháng 6 năm 1935  | 25 tháng 2 năm 1937  | 2 tháng 9 năm 1937  | Bán để tháo dỡ, 2 tháng 10 năm 1947  |
| USS McCall (DD-400)  | 17 tháng 3 năm 1936 | 20 tháng 11 năm 1937 | 22 tháng 6 năm 1938 | Bán để tháo dỡ, 17 tháng 11 năm 1947 |
| USS Maury (DD-401)   | 24 tháng 3 năm 1936 | 14 tháng 2 năm 1938  | 5 tháng 8 năm 1938  | Bán để tháo dỡ, 13 tháng 6 năm 1946  |